# ثابت زمانی RC
ثابت زمانی RC که تاو نیز نامیده می‌شود برابر است با:
ثابت زمانی مدار RC (که بر حسب ثانیه محاسبه می‌شود) برابر است با حاصل‌ضرب مقاومت مدار (که بر حسب اهم است) و ظرفیت خازنی مدار (که بر حسب فاراد می‌باشد).
{\displaystyle \tau =RC} [بر حسب ثانیه]
مدت زمانی برای شارژ کردن خازن از طریق مقاومت، لازم است، که این زمان از ولتاژ شارژ اولیه صفر تا حدوداً ۶۳٫۲ درصد مقدار ولتاژ DC اعمال شده، یا تخلیه خازن از طریق همان مقاومت تا حدود ۳۶٫۸ درصد از ولتاژ اولیه آن است. ولتاژ شارژ این مقادیر از ثابت ریاضی e، که در آن این ثابت ریاضی با مقادیر زیر برابر است به دست می‌آید:
{\displaystyle 63.2\%\approx 1-e^{-1}} و
{\displaystyle 36.8\%\approx e^{-1}} .
فرمول‌هایی که در ادامه آمده‌اند و از ثابت ریاضی e استفاده می‌کنند، با این فرض نوشته شده‌اند که ولتاژ ثابتی که در خازن و مقاومت مدار به صورت سری اعمال می‌شود برای تعیین کردن ولتاژ در خازن بر روی زمان است:
شارژ به سمت ولتاژ اعمال شده (در ابتدا ولتاژ صفر در خازن، ثابت V0 در مقاومت و خازن با هم) {\displaystyle V_{0}:\quad V(t)=V_{0}(1-e^{-t/\tau })}
تخلیه به سمت صفر از ولتاژ اولیه (ابتدا V0 در خازن، ولتاژ صفر ثابت در مقاومت و خازن با هم) {\displaystyle V_{0}:\quad V(t)=V_{0}(e^{-t/\tau })}
فرکانس قطع
ثابت زمانی  {\displaystyle \tau } به فرکانس قطع fc که یک پارامتر جایگزین مدار RC می‌باشد، وابسته است.
{\displaystyle \tau =RC={\frac {1}{2\pi f_{c}}}}
یا به‌طور معادل می‌توان گفت:
{\displaystyle f_{c}={\frac {1}{2\pi RC}}={\frac {1}{2\pi \tau }}}
که در آن مقاومت بر حسب اهم و ظرفیت خازن بر حسب فاراد، ثابت زمانی را بر حسب ثانیه یا فرکانس قطع را بر حسب هرتزبه ما نتیجه می‌دهند.
معادله‌های شرطی کوتاه با استفاده از مقدار داده{\displaystyle 10^{6}/(2\pi )} :
f c در هرتز = 159155 / τ در µs
τ در µs = 159155 / f c در هرتز
معادلات مفید دیگر عبارت هستند از:
زمان افزایش (۲۰٪ تا ۸۰٪)
{\displaystyle t_{r}\approx 1.4\tau \approx {\frac {0.22}{f_{c}}}}
زمان افزایش (۱۰٪ تا ۹۰٪)
{\displaystyle t_{r}\approx 2.2\tau \approx {\frac {0.35}{f_{c}}}}
در مدارهای پیچیده‌تر، که متشکل از بیش از یک مقاومت و/یا یک خازن هستند، روش ثابت زمانی مدار باز، راهی برای تقریب فرکانس قطع با محاسبه مجموع چندین ثابت زمانی RC فراهم می‌آورد.
تأخیر
تأخیر سیگنال یک سیم یا یک مدار دیگر، به‌عنوان تأخیر گروهی یا تأخیر فاز یا تأخیر انتشار مؤثر انتقال دیجیتال اندازه‌گیری شده است و ممکن است تحت تأثیر اثرات مقاومتی-خازنی، بسته به فاصله و سایر پارامترها، یا به‌طور متناوب تحت تأثیر موج القایی و تأثیرات سرعت نور در قلمروهای دیگر نیز باشد.
تأخیر خازنی مقاومتی یا تأخیر RC، از افزایش زیاد سرعت در مدارهای مجتمع میکروالکترونیک جلوگیری می‌کند. وقتی اندازه خصیصه برای افزایش سرعت ساعت کوچک و کوچکتر می‌شود، تأخیر RC نقش مهمی را ایفا می‌کند. می‌توان با استفاده از مس به جای سیمِ رسانای آلومینیومی، این تأخیر را کاهش داد و در نهایت مقاومت را کاهش داد. همچنین می‌توان آن را با تغییر دی الکتریک بین لایه ای (معمولا دی‌اکسید سیلیکون) به مواد با دی الکتریک پایینتر نیز کاهش داد، بنابراین به دنبال آن ظرفیت خازنی کاهش میابد.
تأخیر انتشار دیجیتال معمولی یک سیم مقاومتی حدود نصف مقدار R برابر مقدار C است. از آنجایی که هر دو R و C با طول سیم متناسب هستند و با آن نسبت دارند، تأخیر با مربع طول سیم مقیاس می‌شود. همان‌طور که لرد کلوین در اواسط قرن نوزدهم توضیح داده بود، شارژ توسط پدیده انتشار در چنین سیم‌هایی پخش می‌شود. تا زمانی که هیوساید کشف کرد که معادلات ماکسول شرایطی صدق می‌کند انتشار موج در زمانی باشد که اندوکتانس کافی در مدار موجود باشد، تصور می‌شد که این رابطه انتشار مربعی، محدودیتی اساسی برای بهبود بخشیدن به کابل‌های تلگراف در فاصله‌های طولانی ایجاد می‌کند. این تحلیل قدیمی در حوزه تلگراف کنار گذاشته شده است، اما در مورد اتصالات طولانی مدت روی تراشه مرتبط باقی مانده است.